# Parafia św. Andrzeja Boboli w Świeciu
Parafia św. Andrzeja Boboli w Świeciu – parafia rzymskokatolicka z siedzibą w Świeciu, należąca do dekanatu Świecie nad Wisłą diecezji pelplińskiej. 
Została utworzona przy kościele poewangelickim.

## Zasięg parafii
Do parafii należą wierni ze Świecia mieszkający przy ulicach: Aleje Jana Pawła II, Brzechwy, Chmielniki, Chopina, Dąbrowskiej, Duży Rynek, Gałczyńskiego, Gimnazjalnej, Klasztornej, Kochanowskiego, Kopernika, Kościuszki, Krasickiego, Kraszewskiego, 10 Lutego, Mickiewicza, Młyńskiej, Nałkowskiej, Ogrodowej, Okrężnej, Orzeszkowej, Parkowej, Polnej, Południowej, Prusa, Reja, Reymonta, Sienkiewicza, Słowackiego, Tuwima, Św. Wincentego, Wojska Polskiego, Zapolskiej, Żeromskiego, Sikorskiego oraz z miejscowości: Czaple, Dziki, Ernestowo, Sulnówko, Sulnowo i Skarszewo. 